# Onthophagus danumcupreus
Onthophagus danumcupreus är en skalbaggsart som beskrevs av Jan Krikken och Huijbregts 2009. Onthophagus danumcupreus ingår i släktet Onthophagus och familjen bladhorningar. Inga underarter finns listade i Catalogue of Life.